# 尾斑波魚
尾斑波魚（学名：Rasbora caudimaculata）為輻鰭魚綱鯉形目鯉科的其中一個種。

## 分布
本魚分布於泰國、柬埔寨、印尼、寮國、馬來西亞、新加坡的溪流。

## 特徵
本魚體細長，口上位，體呈銀褐色。最主要的特徵是深叉狀、色彩分明的尾鰭，每葉叉狀鰭片的黃色斑紋上方，即叉形鰭片頂端有一塊黑色斑紋；即將產卵時雌魚身圍稍有增大。體長可達17公分。

## 生態
本魚棲息於緩慢流動的溪流中，屬雜食性，以昆蟲、甲殼類等為食。

## 經濟利用
為觀賞性魚類，活動力強，需要大的游動空間。